# Gestion d'entreprise
Pour les articles homonymes, voir Gestion.
La gestion d'entreprise ou la gestion est, d'après le plan comptable général, la mise en œuvre des ressources de l'entreprise en vue d'atteindre les objectifs préalablement fixés (chiffre d'affaires, parts de marché...) dans le cadre d'une politique déterminée.
Cette notion est donc synonyme de celle de management d'entreprise dans son sens général. Il est habituel en France de donner au terme de gestion un contenu plus technique s'appuyant sur la comptabilité financière ou analytique, tandis que l'on donne un contenu plus relationnel au terme de management (sans doute parce que l'on parle volontiers également du management d'une équipe pour désigner la supervision et l'animation de celle-ci).

## Contrôle de gestion
Le contrôle de gestion repose sur plusieurs notions clés essentielles. Parmi celles-ci, on retrouve les centres d’analyse et les coûts complets, qui permettent une répartition précise des charges. Le seuil de rentabilité est également crucial pour déterminer à partir de quel moment l’entreprise devient profitable. L’imputation des charges fixes et les coûts à base d’activité permettent d’affiner l’analyse des coûts. La démarche budgétaire est centrale, englobant la prévision des ventes, la prévision de la production, ainsi que la gestion des approvisionnements. Ces prévisions se traduisent ensuite en budgets et en documents de synthèse prévisionnels. Le contrôle budgétaire, accompagné du calcul des écarts, permet de suivre la performance. Enfin, la gestion de la performance se réalise grâce aux tableaux de bord et aux coûts cibles, permettant un pilotage précis des objectifs fixés.

## Sciences de gestion
Les sciences de gestion ou sciences du management (auparavant connues également sous le nom de « sciences commerciales ») sont une discipline des sciences sociales et du management principalement issue de l'économie, des mathématiques mais aussi du droit, de la sociologie et de la psychologie.
Les sciences de gestion se subdivisent en plusieurs disciplines :
- Finance (d'entreprise et de marché) ;
- Comptabilité ;
- Stratégie ;
- Théorie des organisations ;
- Comportement organisationnel et gestion des ressources humaines ;
- Logistique, transport(s) et gestion de la production ;
- Marketing ;
- Systèmes d'information ;
- Analyse et Science des données ;
- Science de la décision ;
- Responsabilité sociétale des entreprises (RSE);
- Economie.

Les sciences de gestion ont pour objet d’éclairer l’action conduite de façon collective par des groupes humains organisés : entreprises, associations, administrations, etc. ». La science de gestion (MS) est la vaste étude interdisciplinaire sur la résolution de problèmes et la prise de décision dans les organisations humaines, avec des liens étroits avec la gestion, l'économie, le commerce, l'ingénierie, la logistique, la stratégie, le conseil en management et d'autres sciences. Il utilise divers principes, stratégies et méthodes analytiques basés sur la recherche scientifique, notamment la modélisation mathématique, des statistiques et des algorithmes numériques, afin d'améliorer la capacité d'une organisation à prendre des décisions de gestion rationnelles et précises en apportant des solutions optimales ou quasi optimales à des problèmes de décision complexes. Les sciences de gestion aident les entreprises à atteindre leurs objectifs en utilisant diverses méthodes scientifiques.

## Enseignement

### France
En France, la formation au poste de gestionnaire d'entreprise se fait généralement en école de commerce ou en université comme l'IAE ou les IUT. Il existe également des formations sur internet en continu.